# Cosima Wiesend
Cosima Leonie Wiesend est une comédienne et actrice allemande, né en 2000 à Mülheim. Elle est surtout connue pour son rôle de Camille dans la série Maxton Hall : Le monde qui nous sépare.

## Biographie
Cosima Leonie Wiesend est né en 2000 à Mülheim. 
Elle débute au théatre, en 2013, à l'école Waldorf de Mülheim, dans Arsenic et Vieilles Dentelles, dans le rôle de Abby Brewster.
De 2022 à 2024, elle suit les cours d'arts dramatique au Berliner Schule für Schauspiel (de).  
Enfin, en 2024, elle tient le rôle de Camille dans la série Maxton Hall : Le monde qui nous sépare qui atteint la plus grande audience mondiale jamais enregistrée pour une première semaine, lui donnant une notoriété mondiale.

## Filmographie

### Télévision
- depuis 2024: Maxton Hall : Le monde qui nous sépare : Camille

### Théâtre
- 2021 : Léonce et Léna : Léna
- 2022 : Les Trois Sœurs, mise en scène Torsten Spohn (de) : Irina
- 2022 : Cabale et Amour, mise en scène Wera Herzberg : Luise
- 2022 - 2023 : Songe d'une nuit d'été, mise en scène Karin Mikityla : Droll
- 2023 : Lysistrata , mise en scène personnelle : Lysistrata
- 2023 - 2024 : Hamlet-machine, mise en scène Torsten Spohn (de) : Ophelia
- 2013 - 2014 : Arsenic et Vieilles Dentelles : Abby Brewster